# Městská autobusová doprava v Královéhradeckém kraji
Přehled provozů městské autobusové dopravy na území Královéhradeckého kraje.

## Okres Hradec Králové

### Hradec Králové
V městské dopravě je 18 denních autobusových linek v číselném rozmezí 5, 8-20, 23-26, přičemž linka 12 je o víkendu ve zkrácené trase provozována jako linka 22. O víkendu je také provozována okružní linka 33. Linky 5, 10, 12, 16, 23 a 25 mají i svou školní variantu - označené jsou svým číslem a doplněným písmenem Š za ním. Některé linky mají také variantu rychlíkovou - jmenovitě 11, 17, 18 a trolejbusová 27. Noční dopravu zajišťují 2 páry navzájem protisměrných nočních autobusových linek (51/52 a 53/54). K tomu ve městě jezdí 8 trolejbusových linek 1-4, 6, 7, 21 a částečně trolejbusy obsluhovaná linka 27, která se i tak bere jako trolejbusová. Trolejbusové linky 21, 27 a některé spoje linek 1 a 7 jsou obsluhovány trolejbusy s dieselagregátem nebo trakčními bateriemi z důvodu nezatrolejovaných koncových úseků. Licenční čísla začínají trojčíslím 615. Provozovatelem je Dopravní podnik města Hradce Králové a. s. Od roku 2002 je hradecká MHD součástí integrovaného dopravního systému VYDIS.
Městská autobusová doprava byla zahájena v roce 1928 namísto neúspěšně připravované tramvajové. Zpočátku se rozvíjela jako systém příměstské a regionální dopravy, po druhé světové válce byla vlastní městská doprava oddělena od ostatní; v současné době zasahuje MHD jen asi do 5 nejbližších, sousedních obcí.
Viz též Trolejbusová doprava v Hradci Králové.

## Okres Jičín

### Jičín

#### Minulost
MHD tvořily dvě linky s čísly 635001 a 635007, provozovatelem byl ČSAD Semily a. s. Doprava nebyla frekventovaná, na lince 635001 jezdilo v pracovní den asi 8 okružních spojů od Tesca (o víkendu výrazně méně), na lince 635007 jedou jen 4 ranní spoje v pracovní den.
V roce 1991/1992 existovalo několik linek ČSAD omezených na území města: 52940 Jičín nádr. – Jičín, Robousy, 52941 Jičín, Nové Město – aut. st. – Nové Město, 52990 žel. st. – ZPA. Tyto linky neměly status MHD.
Zkušební provoz MHD začal v polovině října 2001 na lince 630007. Nejprve na ní jezdil mikrobus Mercedes Vario, pak minibus Sor C7.5 a od 25. října 2004 plynový autobus Sor B10.5 CNG. V roce 2004 jezdilo na trase mezi železniční stanicí a nemocnicí 30 spojů. Od 12. června 2005 byl provoz opět silně zredukován. V červnu 2005 byla zavedena druhá linka MHD, 635001, s pouhými třemi spoji, od 15. října 2005 byl provoz rozšířen na 10 okružních spojů od Tesca a od 10. prosince 2006 na ní byl zaveden pravidelný hodinový interval. Do roku 2005 dotoval dopravu na lince 630007 kraj. Od začátku roku 2006 přešlo financování na město a linka byla přečíslována na 635007, provoz byl postupně opět omezován.

#### Současnost
V současné době tvoří MHD linka 635007, kterou od roku 2020 provozuje firma Fejfar Bus.

### Hořice
Linku místní dopravy s číslem 635052 provozuje ČSAD Semily a. s.; číslo linky odpovídá statusu městské autobusové dopravy. Linka vede z nádraží přes autobusové nádraží k náměstí, část spojů pokračuje až k hostinci Doubravka. Na lince jezdí minibus Sor C 7.5.
V roce 1991/1992 jezdila městská linka ČSAD 53520 v trase Karlova ul. – náměstí – nádraží. Oficiálně neměla status MHD.
V roce 2002–2005 přispíval na provoz linky MHD kraj přes půl milionu Kč ročně. Na konci roku 2005 přestal přispívat, ale příspěvek přislíbila firma LIDL. V srpnu 2008 došlo k prodloužení jednotlivých spojů do dvou nových zastávek.

### Lázně Bělohrad
V pracovní dny od 8 do 15 hodin jezdí minibusová linka v kratičké půlkilometrové trase Budova hlavních lázní – náměstí s jednominutovou jízdní dobou a symbolickým jízdným 5 Kč/3 Kč. Tentýž minibus Volkswagen Transporter zajišťuje i dovoz jídla do dětské léčebny. Provoz zajišťují Anenské slatinné lázně a. s. Tato doprava není licencovanou linkou.

## Okres Náchod

### Náchod
Jako MHD jsou označeny linky IREDO:
- č. 18 (Bražec – aut. st. – Kudowa Zdrój), zahrnuje linky 645122 (CDS Náchod), 000554 (CDS Náchod) a 640025 (Orlobus)
- č. 19 (Pavlišov – aut. st. – Branka), 645121 dopravce CDS Náchod
- č. 19A (aut. st. – Na Skalce), 645121, dopravce CDS Náchod

V roce 2005 dopravu po městě dotoval kraj, od 1. 1. 2006 město.
V roce 1991/1992 byly v krajském jízdním řádu ČSAD uvedeny linky 53632 (okružní z aut. st.), 53630 Pavlíšov – aut. st. (okružní) a 53631 (okruh z aut. st. přes Bražec a Běloves).

### Jaroměř
Jaroměř sice nemá vlastní MHD, ale městské úseky regionálních linek jsou v integrovaném dopravním systému VYDIS vyčleněny jako samostatná zóna 30 a označují se někdy jako MHD Jaroměř.
Městská linka 640039 dopravce Orlobus a. s. nemá status městské autobusové dopravy. Většina spojů jede od aut. st. kolem nemocnice a nádraží až na náměstí místní části Josefov. Část spojů na straně u aut. st. pokračuje ke hřbitovu. V Josefově pokračují některé spoje k sadům, několik spojů opouští území Jaroměře do obce Rasošky, dva páry spojů až do obce Vlkov. Dopravu dotuje kraj. V roce 1991/1992 byla v krajském jízdním řádu ČSAD uvedena linka 54390 Jaroměř, hřbitov – žel. st. – Jaroměř II., Sady.

### Červený Kostelec
Nejvýznamnější trasou ve městě je trasa od aut. st. k žel. st. na které platí tarif IREDO. Úsek je zahrnut do linky 2 (Hronov – Červený Kostelec) a linky 21 (Náchod - Č. Kostelec - Úpice - Trutnov). Většina spojů je zajištěna meziměstskými spoji CDS Náchod s. r. o. a ČSAD Ústí nad Orlicí a. s. a OSNADO spol. s. r.o. V roce 1991/1992 byla v krajském jízdním řádu ČSAD uvedena linka 53710 od autobusového stanoviště k nádraží s mezizastávkou Červený Kostelec.

### Broumov
V současné době žádná městská linka neexistuje. V roce 1991/1992 byla v krajském jízdním řádu ČSAD uvedena linka 54130 Broumov, sídl. Spořilov – aut. st. – Olivětín.

### Police nad Metují
MHD vzdáleně připomíná obousměrná okružní linka 640109 (CDS s. r. o. Náchod), jejíž okrajová část spojuje autobusové stanoviště s železniční stanicí Police nad Metují v Bezděkově a okružní část vede přes místní část Hlavňov (vybrané spoje přes chatu Hvězda) a přes Suchý Důl.
V roce 1991/1992 byly v krajském jízdním řádu ČSAD uvedeny linky 54050 aut. st. – žel. st. a 54100 aut. st. – Hvězda.

### Nové Město nad Metují
Do roku 2005 městskou linku dotoval kraj. V roce 2006 byla MHD fakticky zrušena; město jedná o zpracování souhrnného jízdního řádu regionálních linek, který by nahrazoval jízdní řád MHD.

## Okres Rychnov nad Kněžnou

### Rychnov nad KněžnouaVamberk
Rychnovská MHD je dnes je tvořena linkami č. 1 až 5 (licenční čísla 665001 až 665005). Provozovatelem je firma AUDIS BUS s. r. o. Jízdní řády jsou označeny plným licenčním číslem, ve schématech sítě se používá zkráceného označení (1 až 5) a barev (1 = červená, 2 a 4 = žlutá, 3 = modrá, 5 = zelená). Jako městská doprava jsou (v roce 2008) v jízdních řádech nadepsány pouze linky 665002, 665003 a 665004. MHD zahrnuje i další blízké obce, například město Vamberk (665001), Lukavice a Kvasiny (665002), Jahodov (665005). Na linkách platí tarif IREDO. Na lince 1 jezdí autobusy Karosa, na lince 2 autobus SOR, na lince 3 jezdí nízkopodlažní minibus Citroën Jumper KHMC City.
Začátkem 90. let byl pro trasu od nádraží přes autobusové stanoviště k poliklinice pod číslem 55601 a pro trasu do Solnice pod číslem 55590 souhrnný jízdní řád spojů regionálních linek ČSAD. Výhradně po městě jezdila linka 55600 z autobusového stanoviště k hotelu Panorama. Dnešní linka 1 do Vamberka měla předchůdce v lince 55471.
MHD byla oficiálně poprvé zavedena v roce 1995, kdy dopravu zajišťoval jeden ojetý autobus Ikarus dopravce Audis HC s. r. o. (z níž se v roce 2001 oddělila firma Audis bus s. r. o.) na jedné okružní lince. Po půl roce byl provoz rozšířen a dopravce nasadil nový autobus SOR 7,5. V následujících letech se linky protáhly i do blízkých obcí. Kolem roku 2000 byly ve městě 4 autobusové linky se vzájemně značně propletenými trasami a množstvím variantních tras jednotlivých spojů. Přes den jezdily v MHD tři autobusy, další dva o špičkách přejížděly z příměstských linek a jeden byl v záloze. Od 14. 12. 2003 bylo linkové vedení reorganizováno a zaveden hodinový taktový interval (v kombinaci pevně stanovených spojů s radiobusovými) s koordinovanými rozjezdy tří městských linek na autobusovém nádraží. V roce 2006 došlo k další změně.
Na linkách 665001, 665002, 665003 a 665005 jezdí pevně stanovené spoje pouze v pracovní dny. Na sezonní lince 665004, jejíž trasa je podobná lince 2, jezdí o letních prázdninách jeden spoj denně ráno na koupaliště a jeden večer zpět, o sobotách a nedělích navíc ještě polední spoj ke koupališti, ostatní spoje jezdí jako radiobus.
Od 14. prosince 2003 byla pravidelná MHD doplněna službou Radiobus. Ta spočívá v tom, že v jízdním řádu jsou na linkách 1, 2 a 5 uvedeny navíc některé spoje, které jedou pouze tehdy, pokud si je někdo telefonicky objedná, a vynechávají neobjednaný úsek. Formou radiobusu jezdí všechny víkendové spoje (s výjimkou letní koupalištní linky) a v pracovní dny většina dopoledních a podvečerních spojů. Kapacitu vozidla volí dopravce podle objednávek, zpravidla je nasazován mikrobus. V dubnu 2008 zavedla firma pro objednávky tzv. zelenou linku, na kterou cestující mohou volat bezplatně.
Od 1. června 2007 je zavedena dopolední nelicencovaná nákupní linka s názvem Marketbus, na které jezdí každý pracovní den jeden pár spojů a přepravuje seniory za pololetní předplatné 50 Kč. Od jara do podzimu jezdí také nelicencovaná linka do zahrádkářské kolonie, přičemž část spojů funguje formou radiobusu. Předplatné na jednu sezonu činí 100 Kč.
K linkovému radiobusu přibyla služby Radiobus Partner a Radiobus Asistent:
- kolem 19. hodiny večer je pravidelně přistaven u nádraží radiobus, který rozváží cestující od večerních vlaků podle jejich potřeb, avšak pouze po linkách a zastávkách MHD (původně se tyto rozvozy konaly i kolem 17. a 18. hodiny).
- dopravce zajišťuje v dopoledních hodinách rozvoz a svoz seniorů po nákupních centrech, v odpoledních hodinách rozvoz a svoz dětí po zájmových kroužcích.
- specifickým způsobem je zajišťována s asistencí přeprava handicapovaných dětí do denních stacionářů a dalších specializovaných zařízení

Od roku 2008 dopravce provozuje i službu Radiobus Turista, zaměřenou zejména na dopravu turistů bez automobilu v regionu. Zajišťuje i přepravu jízdních kol a osob na invalidním vozíku. Kromě jízd na telefonickou objednávku zahrnuje služba i některé pravidelné jízdy.

### Týniště nad Orlicí
MHD byla zavedena 1. října 2004 a provozuje ji firma AUDIS BUS s. r. o. Původně byla tvořena linkou č. 665011, jejíž dva hlavní směry byly později rozděleny na dvě linky, 665011 a 665013. Je v provozu pouze v pracovní dny. Původně jezdila výhradně po území města Týniště (včetně připojených vesnic). Fakticky zahrnuje dva hlavní směry, z nichž do každého jede 5 až 6 párů spojů denně. První směr je z centra do Petrovic, druhý směr z centra ke koupališti s dvěma páry spojů až k Posádkové správě. Tři další spoje, do Petrovic, mají s druhou trasou velkou část společnou. Od 1. září 2009 byl v rámci linky 665011 zaveden spoj do obce Lípa nad Orlicí. Od roku 2005 je MHD zahrnuta do systému IREDO.

### Opočno
Opočno nemá vlastní MHD. Roli místní dopravy mají některé linky ve směru Opočno – Dobruška, například 660564 (ČSAD Ústí nad Orlicí a. s.), 660067 a 660070 (Orlobus a. s.) a další. V roce 1991/1992 bylo na lince ČSAD 56040 Dobruška – Opočno značné množství spojů vedeno jen v trase mezi nádražím a náměstím.

## Okres Trutnov

### Trutnov
Městskou dopravu tvoří od konce roku 2012 už jen 6 linek. Do té doby to byly linky 1 až 9 avšak některé linky už později nebyly obsluhovány (např. 7) nebo byly jen občasné. Licenční čísla linek jsou údajně 695211 až 695218 (na jízdních řádech nejsou uváděna), provozovatelem je OSNADO s. r. o., který vznikl transformací z trutnovského závodu ČSAD a od roku 2007 patří skupině Arriva. Nejfrekventovanější provoz je na dvou páteřních linkách 1 a 4, procházející téměř celým městem. Ostatní linky dříve mívaly značně nejednotné trasy a nepravidelný provoz, což velice stěžovalo orientaci v jízdním řádě. Proto došlo v listopadu 2012 k reorganizaci a systém linek byl úplně přepracován. Většina linek jezdí celotýdenně. Pro MHD je vyhrazeno asi 9 autobusů. V roce 2007 byl do provozu zařazen první plynový autobus Citelis 12 CNG, nyní jezdí na zemní plyn po městě skoro všechny autobusy.
Začátkem 80. let byly linky MHD pouze 4, se značně nejednotnými trasami. Linky měly spoustu odboček a zajížděk a pohyblivé konečné. V 80. letech byly zavedeny další linky 5 a 6, které však jen rozdělily trasu linky 1 v centru na dvě části, aby nemusela "jednička" jezdit vždy z jednoho konce města na druhý. Dále byla zprovozněna letní rekreační linka do Dolců, která vedla skoro po celé trase linky č.2 a některé její spoje přebírala. Linka 8 do Libče vznikla ze "školního autobusu", který do té doby zastavoval jen u škol a bral pouze školáky. K těmto linkám přibyla i speciální linka 9, která však neměla jízdní řád ani pravidelnou trasu. Vždy jen doplňovala linku 1, 5 a 6 tak, že v případě potřeby autobus jel jen část jejich trasy a stavěl jen na některých zastávkách. V roce 1991/1992 byly linky MHD č. 1–8 uvedeny v krajském jízdním řádu ČSAD pod číslem 58210. Časové jízdenky MHD ČSAD platily i na městských úsecích regionálních linek; dnes na nich městský tarif neplatí, ale časové jízdenky trutnovské MHD mohou být nadále využívány i pro přepravu po celém území města včetně vesnic připojených k Trutnovu.
V souvislosti s otevřením nové obchodní zóny na okraji města se plánovalo zavést další linku i sem. Ale protože by naprostá většina cestujících byla nucena přestupovat a všechny spoje by musely na sebe navazovat, rozhodlo se o celkové reorganizaci trutnovské MHD. U všech linek byla upravena trasa a jízdní řád. Výsledkem bylo nejen zpřehlednění tras linek, ale i vznik nového typu vývěsních jízdních řádů na zastávkách, které byly doposud velice složité. Od listopadu 2012 jezdí linky v Trutnově v trasách:
- 1/ Horní Staré Město, Sídliště - Zelená Louka - Dolní Staré Město - Šestidomí - autobusové nádraží - Hlavní nádraží - Polská - Poříčí, odbočka.
- 2/ autobusové nádraží - (obchodní centrum) - Albert - Družba - (hřbitov) - Volanov - (Oblanov - Dolce).
- 3/ autobusové nádraží - Česká čtvrť - (Výsluní) - Kryblice - Struha - Družba - Albert - obchodní centrum - autobusové nádraží.
- 4/ (Horní Staré Město, rozc.Babí) - Sídliště - Zelená Louka - Dolní Staré Město - Šestidomí - autobusové nádraží - (Křižík) - (obchodní centrum) - Albert - Družba - Struha - kino - Kryblice - Poříčí - (Lhota).
- 5/ autobusové nádraží - Hlavní nádraží - Polská - nádraží Střed - (Poříčí) - Voletiny - Libeč
- 6/ (Horní Staré Město, rozc.Babí) - Sídliště - Zelená Louka - Dolní Staré Město - Šestidomí - autobusové nádraží.

V 80. letech se uvažovalo o zavedení trolejbusů v trase linky č. 1 a v trase Trutnov – Svoboda nad Úpou – Pec pod Sněžkou.
Do března 2006 zde fungoval odbavovací systém s předprodejem mimo vozidlo a označovacími lístky, od 1. dubna 2006 byla zavedena čipová Dopravní karta a cestující bez ní platí v hotovosti řidiči. Časová čipová karta (např. měsíční) platí i v regionálních linkách všech přepravců systému IREDO po celém území města Trutnova. Zvláštností Trutnova je, že vozidla MHD garážují až ve vzdálené Svobodě nad Úpou (v sídle Osnada) a prázdné zbytečně přejíždějí mnoho kilometrů denně.

### Dvůr Králové nad Labem
V roce 1991/1992 byly linky MHD č. 1–3 uvedeny v krajském jízdním řádu ČSAD pod číslem 58410. Později MHD tvořily čtyři autobusové linky s licenčními čísly 695411 až 695414 (zkrácené označení 1 až 4 bylo zavedeno od prosince 2006; licenční čísla byla do té doby o 1 nižší, tedy 695410 až 695413). Provozovatelem byla společnost OSNADO s. r. o., která vznikla transformací z trutnovského závodu ČSAD a od roku 2007 patří skupině Arriva. Linka 1 spojuje autobusové nádraží s vlakovým, část spojů pokračuje z autobusového nádraží na druhou stranu k ZOO. Linka 2 jezdí za autobusového nádraží okruhem kolem hřbitova a nemocnice. Na lince 3 jede jen jeden a půl páru spojů do Záhaje. Na lince 4 jede několik spojů na Žíreč. Pro dopravu byly vyčleněny dva autobusy, Karosa standardní délky a midibus Mercedes-Benz 413 CDI Sprinter City. Fúzí dopravců přešla zakázka na společnost Arriva Východní Čechy. 
Podle informace z října 2020 je MHD tvořena dvěma linkami: jedna vede od železniční stanice k zoo (některé spoje k nemocnici), druhá vede po městě a do Žirče.
Od ledna 2021 přechází MHD na společnost KAD (Krkonošská autobusová doprava), smlouva je uzavřena na 10 let, zakázka byla zadána přímo mimo režim standardního zadávacího řízení, a to na základě poptávkového řízení, v jehož rámci bylo osloveno deset autobusových dopravců v kraji, z toho 6 dopravců podalo nabídky. Rozsah dopravy má zůstat stejný, cena pro město má být o 100 tisíc Kč ročně nižší, roční platba města dopravci má činit 3,4 milionu Kč. Dopravce má nasadit dvě nová vozidla, a to Iveco Crossway LE 10,8, který má být nasazen přibližně od března 2021, malý autobus Iveco Dekstra LF38, nasazený od ledna 2021. Oba autobusy mají být v bezbariérovém provedení, vybaveny vizuálním i akustickým informačním systémem pro signalizaci zastávek, USB zásuvkami pro možnost dobíjení mobilních zařízení cestujících, bezplatným WiFi připojením pro cestující a nezávislým topením a klimatizací prostoru pro cestující.

### Špindlerův Mlýn
Kromě klasických linek MAD též skibus.
Linku 696001 Špindlerův Mlýn – Špindlerova bouda jezdí celoročně, denně, v hodinovém až dvouhodinovém intervalu. Linka 696002 mimo zimní sezónu v trase Lomnice – Bedřichov – Horal – Svatý Petr jezdí u autobusového nádraží postupně do dvou směrů: ranní spoje jedou z Bedřišky přes autobusové nádraží do Svatého Petra a zpět na autobusové nádraží, po zbytek dne jezdí spoje z autobusového nádraží do Svatého Petra a pak přes autobusové nádraží a Bedřišku zpět na autobusové nádraží; v zimním provozu je trasa linky rozšířena o parkoviště a skiareál. Obě linky provozují Služby města Špindlerův Mlýn s. r. o. Ačkoliv licenci mají obě linky jako MHD, fakticky se jako MHD označuje především linka 696002 (někdy se označuje i zjednodušeně číslem 2 nebo 1). V zimním období jezdí navíc po městě skibus (Hromovka – Medvědín) téhož dopravce, v němž se na rozdíl od uvedených dvou linek neplatí jízdné. Jako linka 696003 nebo též „městská doprava – zimní provoz“ či jako linka 2 bývala označována linka na Medvědín a k Horalu. Systém linek a spojů je nepřehledný. V systému IDOS linky zahrnuty nejsou.
Kromě licencované MHD jezdí ve městě ještě hotelbus Labská, Hotel Arnika – Lomnice a zpět, zajišťovaný autobusem Avia-Čavdar. Na Špindlerovku jezdí v zimě pravidelně autobusy a mikrobusy sáňkařské dráhy.
V 70. letech jezdila jedna celoroční linka ČSAD z autobusového nádraží do Svatého Petra a druhá, v letní sezóně (a v některých letech i v zimní), na Špindlerovu boudu. V roce 1991/1992 byla v krajském jízdním řádu ČSAD uvedena linka 58730 Labská – aut. st. – Špindlerovka a letní linka 58731 aut. st. – Svatý Petr a zpět.
Počátkem 90. let byla zrušena linka do Svatého Petra a v polovině 90. let byl její provoz opět obnoven, tentokrát Technickými službami města Špindlerův Mlýn, a zároveň byla druhým koncem linky poprvé zavedena MHD do úzkých ulic Bedřichova, což bylo umožněno nasazením malého autobusu SOR C 7,5 lili. Brzy poté převzaly TS i dosavadní linku ČSAD na Špindlerovku; na tuto linku byly nasazovány standardní autobusy Karosa. Bezplatná zimní skibusová linka 696003 od hotelu Horal k dolní stanici lanovky na Medvědín vznikla asi v roce 1998 a jezdil na ní vůz Renault Master; od téhož roku byla na lince 696002 zavedena v zimní sezoně bezplatná přeprava. V roce 2002 přibyly dva autobusy Avia-Čavdar, které byly v roce 2004 nahrazeny autobusem SOR B 9.5 a Karosa.
Do roku 2006 se jízdenky ve vozech vydávaly ze strojků Setright, od té doby z elektronických terminálů. V zimní sezóně je na některých z linek bezplatná přeprava (s výjimkou linky 696001).

### Vrchlabí
Městskou linku 690800 do roku 2005 dotoval kraj. Od 1. ledna 2006 byla změněna na regulérní městskou linku a přečíslována na 695800. Jezdí celotýdenně, v trase Herlíkovice – Podhůří přes centrum města. Provozovatelem je místní dopravce KAD s. r. o.

### Janské LázněaSvoboda nad Úpou
Skibus mezi těmito dvěma městy v půlhodinovém intervalu zajišťuje OSNADO s. r. o., nelicencovaná a oficiálně neveřejná linka.

### Pec pod Sněžkou
Skibus firmy Ski Pec a. s. jezdí v trasách Veronika – Skiareál a Lesovna – Skiareál.

### Malá Úpa
Na území obce jezdí 2 linky skibusu, nelicencované a oficiálně neveřejné:
- Horní Malá Úpa (pension Družba) – lyžařský areál U kostela; intervalovou dopravu v intervalu 8 minut (přes poledne 16 minut) zajišťuje Roman Koula
- Dolní Malá Úpa (Spálený mlýn) – Horní Malá Úpa (pension Družba); dopolední tři spoje zajišťuje OSNADO s. r. o., odpolední dva spoje Roman Koula

### Dolní DvůraČerný Důl
Skibus Centrum jezdí v zimní sezoně denně v intervalu 10–15 minut, zřejmě není licencován jako linka. Systém tvoří 4 linky skibusů rozlišené názvy a barvami, Skibus Centrum má modrou barvu. Intervalová doprava s asi půlhodinovým intervalem je ještě na skibusu do Čisté, na zbylých dvou linkách je jen několik spojů.